# General Catalogue of Nebulae and Clusters
Il General Catalogue of Nebulae and Clusters (Catalogo Generale di Nebulose e Ammassi, noto semplicemente come General Catalogue o GC) è un catalogo astronomico pubblicato da John Herschel nel 1864. Questo catalogo contiene 5079 oggetti celesti classificati come ammassi stellari o come nebulose; in realtà sotto quest'ultimo termine erano comprese anche le galassie, la cui vera natura non era ancora stata compresa. Il General Catalogue si basa sulle osservazioni condotte sia da John Herschel che da suo padre, William Herschel. La sigla utilizzata per designare gli oggetti di questo catalogo è "GC" seguito dal numero dell'oggetto.
Sebbene il suo utilizzo non sia più particolarmente diffuso, riveste grande importanza in quanto è servito da base, assieme ad altri cataloghi, per la compilazione del ben più noto New General Catalogue (NGC), pubblicato da John Dreyer nel 1888.